# Bourgueil
Bourgueil là một xã trong tỉnh Indre-et-Loire, thuộc vùng hành chính Centre-Val de Loire của nước Pháp, có dân số là 4109 người (thời điểm 1999). Xã nằm khoảng 40 km về phía tây của Tours.

## Nhân khẩu học
| 1954  | 1962  | 1968  | 1975  | 1982  | 1990  | 1999  |
| ----- | ----- | ----- | ----- | ----- | ----- | ----- |
| 2 602 | 3 093 | 3 631 | 3 620 | 4 136 | 4 001 | 4 109 |

## Các thành phố kết nghĩa
- Reimlingen, Đức
- Breganze, Ý

## Những người con của thành phố
- Moyse Amyraut, nhà thần học
- Jean Carmet, diễn viên
- Haut-de-la-Gardière Lưu trữ 2007-02-16 tại Wayback Machine